# Arthur Lanigan-O'Keeffe
Arthur Lanigan-O'Keeffe (Thomastown, 13 settembre 1991) è un pentatleta irlandese.

## Biografia
E' allenato da Steven Macklin.
Ha rappresentato la Irlanda ai Giochi olimpici estivi di Londra 2012 teminando la gara al 25º posto 
Ai Rio de Janeiro 2016 si è piazzato all'ottavo posto nella gara maschile.